# قرار مجلس الأمن التابع للأمم المتحدة رقم 151
اعتمد قرار مجلس الأمن التابع للأمم المتحدة رقم 151 في 23 أغسطس 1960، بعد النظر في طلب جمهورية تشاد للانضمام إلى عضوية الأمم المتحدة، أوصى المجلس الجمعية العامة بقبول جمهورية تشاد.
وقد اعتمد القرار جميع أعضاء المجلس.